# داميان كوين
داميان كوين (بالإنجليزية: Damien Quinn)‏ هو لاعب دوري الرغبي أسترالي، ولد في 24 أغسطس 1981 في أستراليا.